# Gottfried John
Gottfried John (Berlino, 29 agosto 1942 – Utting am Ammersee, 1º settembre 2014) è stato un attore tedesco.

## Biografia
Nato a Berlino nel 1942, non ha mai conosciuto suo padre (già sposato con un'altra donna) e perciò è cresciuto con la madre.
Negli anni settanta e ottanta recitò in vari film di Rainer Werner Fassbinder; il ruolo più importante fu quello di Reinhold nella miniserie Berlin Alexanderplatz. È conosciuto a livello internazionale per aver interpretato il generale Ourumov in GoldenEye e Giulio Cesare in Asterix & Obelix contro Cesare. Inoltre ha interpretato Paolo Naldini nel film per la televisione Vaticangate - Attentato al Papa.
Dal 2004 fino alla morte fu sposato con la moglie Brigitte.
Negli ultimi tempi gli fu riscontrato un cancro, malattia per la quale morì il 1º settembre 2014; dopo i funerali, la salma venne inumata nel cimitero di Utting am Ammersee.

## Filmografia parziale

### Cinema
- Il viaggio in cielo di mamma Kusters (Mutter Küsters' Fahrt zum Himmel), regia di Rainer Werner Fassbinder (1975)
- Un anno con tredici lune (In einem Jahr mit 13 Monden), regia di Rainer Werner Fassbinder (1978)
- Fedora, regia di Billy Wilder (1978)
- Il matrimonio di Maria Braun (Die Ehe der Maria Braun), regia di Rainer Werner Fassbinder (1979)
- Un corpo da spiare (Mata Hari), regia di Curtis Harrington (1985)
- GoldenEye, regia di Martin Campbell (1995)
- Institute Benjamenta, regia di Stephen e Timothy Quay (1995)
- L'orco - The Ogre (Der Unhold), regia di Volker Schlöndorff (1996)
- Asterix & Obelix contro Cesare (Astérix et Obélix contre César), regia di Claude Zidi (1999)
- Rapimento e riscatto (Proof of Life), regia di Taylor Hackford (2000)

### Televisione
- Otto ore non sono un giorno (Acht Stunden sind kein Tag), regia di Rainer Werner Fassbinder – miniserie TV, 5 puntate (1972-1973)
- L'ispettore Derrick – serie TV, episodio 3x11 (1976)
- Berlin Alexanderplatz, regia di Rainer Werner Fassbinder – miniserie TV, 9 puntate (1980)
- La piovra 5 - Il cuore del problema, regia di Luigi Perelli – miniserie TV, 2 puntate (1990)
- Balzac - Una vita di passioni (Balzac), regia di Josée Dayan – film TV (1999)
- Augusto - Il primo imperatore, regia di Roger Young – miniserie TV, 2 puntate (2003)
- Renzo e Lucia, regia di Francesca Archibugi – miniserie TV, 2 puntate (2004)

## Riconoscimenti
- 1982 Großer Hersfeld-Preis
- 1999 Bayerischer Filmpreis, miglior attore[2]

## Doppiatori italiani
Nelle versioni in italiano delle opere in cui ha recitato, Gottfried John è stato doppiato da:
- Luciano De Ambrosis in Maria Maddalena, Augusto - Il primo imperatore
- Giampaolo Saccarola in Berlin Alexanderplatz
- Vittorio Di Prima in La Piovra 5 - Il cuore del problema
- Carlo Sabatini in GoldenEye
- Glauco Onorato in Millennium
- Elio Pandolfi in Asterix e Obelix contro Cesare
- Pietro Biondi in Rapimento e riscatto